# Japán labdarúgó-szövetség
A japán labdarúgó-szövetség (JFA) angolul Japan Football Association, (japánul: 日本サッカー協会, átírással: Nippon Szakká Kjókai).

## Történelme
1921-ben alakult meg a labdarúgó-szövetség. A nemzetközi kapcsolatok ápolásán túl irányítja a Japán labdarúgó-válogatott férfi, női ágát valamint a korosztályos válogatottak szakmai munkáját, versenyeztetését. Labdarúgásának élvonalát a Japan Football League, ismertebb nevén, a J-League  testesíti meg, amelynek első kiírására 1993-ban került sor. A működést biztosító bizottságai közül a Játékvezető Bizottság felelős a játékvezetők utánpótlásáért, elméleti (teszt) és cooper (fizikai) képzéséért. A Nemzetközi Labdarúgó-szövetségnek (FIFA) 1929-től 1945-ig, majd a második világháborút követően 1950-től tagja. 1954-től az Ázsiai Labdarúgó-szövetség (AFC) tagja.
Dél-Korea és Japán közösen rendezte a XVII., a 2002-es labdarúgó-világbajnokság döntő mérkőzéseit.

## Elnökök
2010-ben Inukai Motoaki elnöksége alatt jutottak ki a Dél-Afrikában rendezett XIX., a 2010-es labdarúgó-világbajnokság döntőjébe.